# O Teatro Mágico
O Teatro Mágico est un groupe brésilien de folk rock, originaire de Osasco, État de São Paulo.

## Histoire
Teatro Mágico est formé par Fernando Anitelli, acteur, musicien et compositeur des chansons du spectacle. L'équipe d'accompagnement est formée en décembre 2003 par des amis et des artistes qui croyaient au projet. Ils travaillent sans le soutien de maisons de disques ou de campagnes médiatiques. Ils sont le public record de la Virada Cultural organisée par la mairie de São Paulo en 2007 et 2008.
Le 19 avril 2008, le groupe se produit dans l'émission Altas Horas de Rede Globo, avec une performance de cirque, en chantant Camarada d'água. Le 18 juin 2008, trois ans après la sortie de leur premier album, O Teatro Mágico sort son deuxième album studio, intitulé O Teatro Mágico : Segundo Ato,. Le 28 mars 2009, le groupe se produit à nouveau dans l'émission Altas Horas, chantant deux chansons de leur deuxième album, Pena et Mérito e o Monstro. La présentatrice Xuxa Meneghel et la chanteuse Ivete Sangalo assistent également à l'émission et se produisent au son de la musique du groupe.
En 2013, ils font une apparition spéciale dans le dernier chapitre du feuilleton Flor do Caribe, chantant au mariage des personnages principaux, joués par Grazi Massafera et Henri Castelli. La même année, O Teatro Mágico fait une apparition spéciale sur la chanson Presságio du groupe Gloria, sur l'album [Re]nascido em Chamas.
En 2015, les chansons Nosso Pequeno Castelo et Folia No Meu Quarto sont incluses dans la bande-son du feuilleton pour enfants Cúmplices de um Resgate. En 2022, ils sortent leur septième album studio, Luzente.

## Discographie

### Albums studio
- 2003 : Entrada para Raros
- 2008 : Segundo Ato
- 2011 : A Sociedade do Espetáculo
- 2014 : Grão do Corpo
- 2016 : Allehop
- 2022 : Luzente

### Albums live
- 2008 : Entrada para Raros - Ao Vivo (DVD)
- 2009 : Segundo Ato - Ao Vivo' (DVD)
- 2013 : Recombinando Atos - Ao Vivo em São Paulo (DVD)

### Participations
- 2013 : Morceau Presságio (du groupe Gloria, extrait de l'album Renascido em Chamas)
- 2017 : Morceau Pra acertar

## Distinctions
- En 2012, Nosso Pequeno Castelo est nommé « hit  de l'année » aux VMB 2012[8].